# ASEAN Exchanges
Die ASEAN Exchanges ist eine gemeinschaftliche Wertpapierbörse der sieben Börsen aus Malaysia, Vietnam (2 Börsen), Indonesien, den Philippinen, Thailand und Singapur, um das Wachstum des ASEAN-Kapitalmarktes zu fördern, indem mehr Investoren ASEAN-Investitionsmöglichkeiten geboten werden. Der Zusammenschluss arbeitet mit Partnern zusammen, um eine größere Liquidität unter den Mitgliedern aufzubauen. Weitere Synergien soll die Börse zum Beispiel darin schaffen, indem der Zugang zu und innerhalb der ASEAN gefördert wird, durch Fortentwicklung der grenzüberschreitenden Harmonisierung, Entwicklung ASEAN-zentrierter Produkte und Umsetzung gezielter Werbeinitiativen und Verbesserung der Effizienz bei den Mitgliederbörsen.

## Geschichte
Am 18. September 2012 startete die Zusammenarbeit von ASEAN Exchanges den ASEAN Trading Link, ein Gateway für Wertpapiermakler, um Anlegern einen einfacheren Zugang zu verbundenen Börsen zu ermöglichen. Die Bursa Malaysia und Singapore Exchange waren die ersten beiden Börsen, die sich am Tag der Einführung der Verbindung anschlossen, während die Stock Exchange of Thailand am 15. Oktober 2012 beitrat und einen virtuellen Markt mit über 2.200 börsennotierten Unternehmen und einer gemeinsamen Marktkapitalisierung von 1,4 Billionen US-Dollar schuf. Der Zweck der Handelsverbindung besteht darin, die Wertpapiermärkte der ASEAN-Börsen zu verbinden und es Anlegern im Wesentlichen zu ermöglichen, auf anderen ASEAN-Kapitalmärkten genauso einfach zu handeln wie auf ihrem eigenen Heimatmarkt. Ebenfalls am 15. Oktober 2012 startete ASEAN Exchanges eine neue Website mit aggregierten ASEAN-Marktdaten und -analysen. Am 8. April 2011 haben die ASEAN-Mitgliedsländer eine neue gemeinsame Website gestartet, um die Blue-Chip-Aktien der Region bei globalen Anlegern zu bewerben, als Verpflichtung zur Integration ihrer Börsen bis 2015. 2025 beschlossen die Mitglieder, ihre Bemühungen für ein gemeinsames ESG-Portal und Lösungen der Nachhaltigkeit zu forcieren.